# Кросс-культурная психология
Кросс-культурная психология (англ. cross-cultural psychology) — область психологии, занимающаяся изучением закономерностей развития и функционирования психики в контексте обусловленности её формирования социальными, культурными и экологическими факторами. Кросс-культурная психология занимается выявлением как универсальных, так и специфических особенностей психического развития, а также описывающих их теорий.
Поскольку психология в качестве академической струны дисциплины была разработана преимущественно в Северной Америке, некоторые психологи посчитали, что концепции, принятые в качестве универсальных, не были так однозначны, как предполагалось ранее. 
Кросс-культурная психология отличается от культурной психологии, которая утверждает, что на поведение человека в значительной степени влияют культурные особенности, подразумевая тем самым, что психологию носителей разных культур можно сравнить лишь в ограниченной степени. В задачи кросс-культурной психологии входит поиск возможных универсалий в поведении и ментальных процессах в различных культурах.
До 60-х гг. XX века кросс-культурные психологические исследования носили эпизодический характер и чаще всего являлись частью антропологических исследований. Кросс-культурная психология получила широкое распространение в последней четверти XX века в связи с развитием глобализационных процессов.
В 1972 году была создана Международная ассоциация кросс-культурной психологии.
Кросс-культурная психология продолжает развиваться, с одной стороны, благодаря росту научного интереса к культурному разнообразию и необходимости взаимодействия культур и, с другой стороны, из-за проявившегося желания народов сохранить свою культурную идентичность.

## Исследовательские подходы
Кросс-культурная психология выделяет два исследовательских подхода: эмический и этический. При эмическом подходе в полевых условиях изучаются особенности носителей одной культуры: как индивид действует, мыслит, чувствует в данном культурном окружении. При этическом подходе исследователь принимает позицию стороннего наблюдателя, он дистанцируется от конкретных культур, чтобы выделить их общие черты, культурные универсалии. По мнению американского психолога Гарри Триандиса, большинство кросс-культурных исследований осуществляется на основе псевдо-этического подхода, так как авторам тяжело избавиться от стереотипов собственной культуры.  Для надежности кросс-культурного исследования необходимо применять комбинированный подход: сначала выделить определенные универсальные процессы (этический подход), затем проанализировать их с точки зрения каждой культуры в отдельности (эмический подход) и, наконец, сравнивать результаты, используя этический подход.

## ИсследованиеГерта Хофстеде
Одной из первых масштабных работ в области кросс-культурной психологии стало исследование Герта Хофстеде для компании IBM, для которого применялся анкетный опрос 116 тыс. работников в различных странах. Для оценки Хофстеде использовал 5 параметров: индивидуализм — коллективизм; дистанцированность от власти (степень участия в принятии решений, касающихся всех); неприятие неопределенности; маскулинность — феминность (нацеленность на достижение результата); краткосрочная – долгосрочная ориентация на будущее.  Исследователь показал, что национальные культуры влияют на организацию через ценности, которыми руководствуются её работники. Исследования были опубликованы в двух работах Хофстеде — «Последствия культуры» (1980) и «Измерения национальных культур в пятидесяти странах и трёх регионах» (1983).

## Восприятие эмоций
Исследователей давно интересовало, воспринимают ли одинаково представители разных культур эмоции. Психологи Пол Экман и Уоллис Фризен провели кросс-культурное исследование по изучению восприятия мимики человека. В одном из экспериментов приняли участие  представителей из пяти стран (Аргентины, Бразилии, США, Чили и Японии), которые должны были определить эмоции и их интенсивность по выражениям лица на фотографиях. Результаты показали высокий уровень схожести интерпретаций гнева, печали, страха, отвращения, радости и удивления.

## Субъективное благополучие
Термин «субъективное благополучие» часто используется в психологических исследованиях и основывается на трех показателях: 1) удовлетворенность жизнью, 2) положительные эмоциональные переживания, 3) отсутствие негативных переживаний. Мнения представителей различных культур об идеальном уровне субъективного благополучия могут отличаться. К примеру, согласно исследованиям, для бразильцев важное место занимает переживание позитивных эмоций, в то время как китайцы не дают очень высокую оценку этому пункту. Поэтому при кросс-культурном сравнении субъективного благополучия необходимо принимать во внимание, что представители различных культур оценивают показатели благополучия по-разному.